# Jezža (cratera)
Jezža é uma cratera de impacto no quadrângulo de Argyre, em Marte. Ela se localiza a 48.8º latitude sul e 38º longitude oeste, possui 9.1 km de diâmetro e recebeu este nome em referência à cidade de Jezža, na Rússia.